# 初情事まであと1時間
『初情事まであと1時間』（はつじょうじまであといちじかん）は、ノッツによる日本の漫画作品。インターネット上で発表後、『月刊コミックフラッパー』（KADOKAWA）にて、2016年10月号より2018年7月号まで連載された。連載開始の際には一挙2話掲載が行われた。単行本第2巻の帯には克・亜樹がコメントを寄せている。
2021年7月から9月までテレビドラマが放送された。
テレビドラマ化を記念し、『月刊コミックフラッパー』2021年8月号にて、描きおろし読み切り「初情事まであと1時間 2021」が掲載された。

## 物語内容
男女が初めての性交に至るまでに焦点を当てる内容。性行為の1時間前に物語が開始され、始まる直前で物語が終わるストーリーとなっている。オムニバス形式であるため、毎回登場人物が異なる。
単行本第1巻には雑誌に掲載された話のほか、作者が個人的にインターネット上で発表していたストーリーが収録されている。

## 制作背景
作者は本作について、「口にしづらいタイトル」だと述べている。物語のその後について読者が想像し、「感情が昂ったなら嬉しい」と語っている。
テレビドラマ化される際に、作者は「各監督の素敵な持ち味を出して欲しい」といい、「より生々しい本作にドキドキしている」とコメントをしている。

## 評価

### 他者からの評価
テレビドラマの監督である谷口恒平は本作について、「物語の最後に必ず初情事を迎えるというアイデアが発明的」だと語っている。

### 商業的な評価
週間単行本売り上げランキングCOMIC ZIN調べで、単行本第1巻が2017年5月22日から5月28日までで第5位を獲得した。

## 書誌情報
- ノッツ『初情事まであと1時間』KADOKAWA〈MFコミックスフラッパーシリーズ〉、全3巻
  1. 2017年5月23日初版発行（同日発売[8][10]）、ISBN 978-4-04-069110-7
  2. 2017年11月22日初版発行（同日発売[4][11]）、ISBN 978-4-04-069518-1
  3. 2018年6月23日発行（同日発売[12]）、ISBN 978-4-04-069899-1

## テレビドラマ
2021年7月23日（同年7月22日深夜）から9月10日（9月9日深夜）まで、毎日放送の「ドラマ特区」枠にて放送された。全12話構成で、地上波では8話までを放送し、9話以降はTELASA・J:COMオンデマンド等の配信サイトにて9月11日（10日深夜）より一挙配信された。2022年3月26日に開局したBSデジタル放送のBS松竹東急では全12話を「完全版」とし、同年4月2日から6月18日まで放送した。

### キャスト

#### 第一話「心の容れ物」
高山聡
演 - 工藤阿須加
相田美智子
演 - 臼田あさ美

#### 第二話「初体験まであと1時間」
隆司
演 - 萩原利久
香苗
演 - 木竜麻生

#### 第三話「ビフォア」
青木
演 - 松雪泰子
上田
演 - 大森南朋

#### 第四話「姉と妹」
芳樹
演 - 望月歩
瑞穂
演 - 青山美郷
菜摘
演 - 中田青渚

#### 第五話「決戦は金曜日」
中野美織
演 - 岡本玲
渡辺啓太郎
演 - ニシダ（ラランド）

#### 第六話「浮気の理屈」
浩二
演 - 中尾明慶
智子
演 - さとうほなみ

#### 第七話「プラスマイナス、インタレスティング」
月子
演 - 趣里
陽太
演 - 渡辺大知

#### 第八話「鍋の中」
相良裕司
演 - 細田佳央太
胡桃沢まみ子
演 - 大友花恋

#### 第九話「『演出家』と『女優』」
菅原
演 - 音尾琢真
鈴木
演 - 小川紗良

#### 第十話「ラスタカラーの夜」
鳩サブレ
演 - 三浦透子
鈴木
演 - 戸塚純貴

#### 第十一話「わたしオールタイムベスト」
野中詩子
演 - 中村守里
秋元文也
演 - 田村健太郎

#### 第十二話「ずっくん」
ずっくん
演 - 篠原篤
桜子さん
演 - 成嶋瞳子

### スタッフ
- 原作 - ノッツ 『初情事まであと1時間』（KADOKAWA MFコミックスフラッパーシリーズ）[6]
- 監督・脚本 - 橋口亮輔、三浦大輔、大九明子、谷口恒平[19]
- 音楽 - MOKU
- オープニングテーマ - Ado「夜のピエロ」（Virgin Music）[20]
- エンディングテーマ - Rain Drops「明日は日曜日」（Virgin Music）[21][22]
- チーフプロデューサー - 木之内安代（KADOKAWA）、鵜澤由紀（松竹ブロードキャスティング）、丸山博雄（MBS）
- プロデューサー - 小野仁史（BS松竹東急）、大杉真美（KADOKAWA）、上浦侑奈（MBS）、政岡保宏（アミューズ）、三木和史（ビデオプランニング）
- 企画協力 - 村沢功、正木大督
- 制作プロダクション - ビデオプランニング
- 製作者 - 堀内大示（KADOKAWA）、井田寛（松竹ブロードキャスティング）、宮腰俊男（アミューズ）
- 企画 - 椿宜和（KADOKAWA）、大谷二郎（松竹ブロードキャスティング）、清水達也（アミューズ）
- 企画プロデュース - KADOKAWA、松竹ブロードキャスティング
- 製作 - 『初情事まであと1時間』製作委員会

### 放送日程
| 話数     | 放送日   | 放送日       | 放送日        | サブタイトル                       | 監督・脚本 |
| 話数     | 毎日放送 | テレビ神奈川 | BS松竹東急    | サブタイトル                       | 監督・脚本 |
| -------- | -------- | ------------ | ------------- | ---------------------------------- | ---------- |
| 第一話   | 7月23日  | 7月22日      | 2022年 4月2日 | 心の容れ物                         | 橋口亮輔   |
| 第二話   | 7月30日  | 7月29日      | 4月9日        | 初体験まであと1時間                | 三浦大輔   |
| 第三話   | 8月06日  | 8月05日      | 4月16日       | ビフォア                           | 大九明子   |
| 第四話   | 8月13日  | 8月12日      | 4月23日       | 姉と妹                             | 谷口恒平   |
| 第五話   | 8月20日  | 8月19日      | 4月30日       | 決戦の金曜日                       | 谷口恒平   |
| 第六話   | 8月27日  | 8月26日      | 5月7日        | 浮気の理屈                         | 三浦大輔   |
| 第七話   | 9月03日  | 9月02日      | 5月13日       | プラスマイナス、インタレスティング | 大九明子   |
| 第八話   | 9月10日  | 9月09日      | 5月20日       | 鍋の中                             | 橋口亮輔   |
| 第九話   | -        | -            | 5月27日       | 演出家と女優                       | 三浦大輔   |
| 第十話   | -        | -            | 6月4日        | ラスタカラー                       | 大九明子   |
| 第十一話 | -        | -            | 6月11日       | わたしオールタイムベスト           | 谷口恒平   |
| 第十二話 | -        | -            | 6月18日       | ずっくん                           | 橋口亮輔   |

### ネット局
| 放送期間                | 放送時間                     | 放送局       | 対象地域   | 備考               |
| ----------------------- | ---------------------------- | ------------ | ---------- | ------------------ |
| 2021年7月22日 - 9月9日  | 木曜 23:00 - 23:30           | テレビ神奈川 | 神奈川県   | 1時間59分先行放送  |
| 2021年7月23日 - 9月10日 | 金曜 0:59 - 1:29（木曜深夜） | 毎日放送     | 近畿広域圏 | 製作局             |
|                         | 金曜 23:00 - 23:30           | 千葉テレビ   | 千葉県     |                    |
| 2021年7月29日 - 9月16日 | 木曜 0:00 - 0:30（水曜深夜） | テレビ埼玉   | 埼玉県     |                    |
|                         | 木曜 22:30 - 23:00           | とちぎテレビ | 栃木県     |                    |
|                         | 木曜 23:30 - 翌 0:00         | 群馬テレビ   | 群馬県     |                    |
| 2022年4月2日 - 6月18日  | 土曜 23:30 - 翌 0:00         | BS松竹東急   | 日本全国   | 第9話 - 12話初放送 |

| 毎日放送 ドラマ特区            | 毎日放送 ドラマ特区 | 毎日放送 ドラマ特区                 |
| 前番組                         | 番組名              | 次番組                              |
| ------------------------------ | ------------------- | ----------------------------------- |
| ラブファントム                 | 初情事まであと1時間 | どうせもう逃げられない              |
| BS松竹東急 土曜 23:30 - 翌0:00 |                     |                                     |
| 開局前のため無し               | 初情事まであと1時間 | 今夜、勝手に抱きしめてもいいですか? |